# Tipula andromache
Tipula andromache är en tvåvingeart som beskrevs av Alexander 1950. Tipula andromache ingår i släktet Tipula och familjen storharkrankar.
Artens utbredningsområde är Venezuela. Inga underarter finns listade i Catalogue of Life.